# Görisried
Görisried é um município da Alemanha, situado no distrito da Algóvia Oriental, no estado da Baviera. Tem 23,14 km² de área, e sua população em 2019 foi estimada em 1 316 habitantes.